# Суперкубок Росії з футболу серед жінок
Суперкубок Росії з футболу серед жінок (рос. Суперкубок России по футболу среди женских команд) — трофей, який розігрується на початку кожного сезону між чемпіоном Росії минулого сезону та володарем Кубку Росії минулого сезону.
Якщо чемпіоном і володарем Кубку є та сама команда, то в матчі за Суперкубок з чемпіоном грає срібний призер чемпіонату. Розіграш трофею проводиться Російським футбольним союзом та складається з одного матчу. Вперше трофей розіграли у березні 2021 року.

## Розіграші
| Рік  | Переможець | Рахунок | Фіналіст                                                                  | Стадіон                      | Місто           | Глядачі | Головний арбітр        |
| ---- | --- | ------- | ------------------------------------------------------------------------- | ---------------------------- | --------------- | ------- | ---------------------- |
| 2021 | «Локомотив» (Москва) (1) Володар кубку Росії 2020 Голи: - 38' Федорова                                              | 1:0     | ЦСКА (Москва) Переможець чемпіонату Росії 2020                            | Нижній Новгород              | Нижній Новгород | 500     | Віра Опейкіна          |
| 2022 | «Локомотив» (Москва) (2) Переможець чемпіонату Росії 2021, Володар кубку Росії 2021 Голи: - 24' Морина 65' Федорова | 2:1     | ЦСКА (Москва) Срібний призер чемпіонату Росії 2021 Голи: - 65' Дам'янович | Лужники (спортивне містечко) | Москва          | 1500    | Анастасія Пустовойтова |